# Friedrich Matz der Jüngere
Friedrich Matz (* 15. August 1890 in Lübeck; † 3. August 1974 in Marburg) war ein deutscher Klassischer Archäologe. Den Namenszusatz „der Jüngere“ hat Matz selbst nie geführt, er dient lediglich zur Unterscheidung zu dem Archäologen Friedrich Matz (1843–1874).

## Leben
Friedrich Matz, der Sohn des Kaufmanns Carl Johannes Matz (1847–1920) und dessen Frau Louise, geb.
Meyer (1857–1938), legte 1909 am Katharineum seiner Heimatstadt Lübeck das Abitur ab. Seit früher Jugend war es eine ausgemachte Sache, dass er in die Fußstapfen seines früh verstorbenen Onkels Friedrich Matz der Ältere treten würde. Er begann ein Studium in Tübingen und wechselte im folgenden Jahr nach Göttingen. Dort wurde er 1913 promoviert und legte 1914 das Staatsexamen für den höheren Schuldienst ab. Aufgrund des Ersten Weltkriegs konnte er das ihm bewilligte Reisestipendium des Deutschen Archäologischen Instituts (DAI) nicht antreten, sondern arbeitete als Vertretungslehrer am Katharineum. 1916–1917 war er Studienreferendar in Berlin und ab 1921 als Oberlehrer am Berlinischen Gymnasium zum Grauen Kloster tätig.
1925 wandte sich Matz hauptberuflich der Archäologie zu und vollendete am DAI in Rom die zweite Auflage des Realkatalogs der dortigen Bibliothek. 1927 habilitierte er sich in Berlin bei Ferdinand Noack mit der Arbeit Die frühkretischen Siegel und wurde im folgenden Jahr Assistent des Generalsekretärs des DAI in Berlin, Gerhart Rodenwaldt; zugleich lehrte er als Privatdozent an der Berliner Universität. Von 1933 bis 1934 war er Mitglied der SA. 1934 wurde Matz auf einen Lehrstuhl an die Universität Münster berufen und wechselte 1941 nach Marburg, wo er 1946/47 als Rektor der Universität amtierte und bis zu seiner Emeritierung 1958 blieb.
Matz beschäftigte sich schwerpunktmäßig mit der Archäologie der minoisch-mykenischen sowie der hellenistisch-römischen Zeit. Er gab mehrere wissenschaftliche Reihen heraus (Corpus der minoischen und mykenischen Siegel, Archaeologia Homerica, Die antiken Sarkophagreliefs) und war von 1949 bis 1965 einer der Herausgeber der Rezensionszeitschrift Gnomon. Gemeinsam mit Guido Kaschnitz von Weinberg führte Matz die Strukturforschung in der Klassischen Archäologie ein.

## Werke
- Die Naturpersonifikationen in der griechischen Kunst. Dieterich, Göttingen 1913 (Dissertation).
- Die frühkretischen Siegel: Eine Untersuchung über das Werden des minoischen Stiles, de Gruyter, Berlin 1928.
- Die griechische Kunst. Diesterweg, Frankfurt am Main 1939.
- Kreta, Mykene, Troja – Die minoische und die Homerische Welt. J.G. Cotta’sche Buchhandlung Nachf. GmbH, Stuttgart 1957 (6. Aufl. 1965).
- Ein römisches Meisterwerk: Der Jahreszeitensarkophag Badminton – New York. de Gruyter, Berlin 1958.
- Kreta und frühes Griechenland. Holle, Baden-Baden 1962.